# Jacques Nompar de Caumont La Force
Ne doit pas être confondu avec Jacques Nompar de Caumont.
Jacques Nompar de Caumont La Force, né le 29 mai 1882 à La Jumellière (Maine-et-Loire), et mort en service aérien commandé le 30 décembre 1910 à Versailles (Yvelines), est un militaire français, pionnier de l'aviation. 

## Biographie
Jacques de Caumont est le fils d'Olivier Emmanuel Auguste Louis Ghislain de Caumont (1839-1909), et d'Anne Blanche Élisabeth Jeanne de Maillé de la Tour-Landry.
Jacques Nompar de Caumont La Force fait son entrée à Saint-Cyr en octobre 1903. Il fait son école d'application à Saumur ; il en sort en août 1906. Il est alors affecté au 8e dragons. Il est promu lieutenant le 1er octobre 1907.
Son brevet de pilote porte le no 156. Des cartes postales le montrent piloter un modèle de monoplane Sommer.
Placé comme sept autres de ses camarades sous les ordres du lieutenant-colonel Estienne, il suit les inscrits au circuit de l'Est. Le 8 août 1910, il se distingue par le survol de la frontière avec l'Allemagne, vers Lunéville : un monument élevé en 1932 célèbre le souvenir de son atterrissage au Champ de Mars,.
Quatre mois plus tard, le lieutenant tente de remporter la coupe Deperdussin. C'est de Buc, où un aérodrome de 58 ha a été créé par Louis Blériot, que s'envole son aéroplane, un Nieuport, pour un parcours de 100 km. Son compétiteur est l'aviateur F. Laurens qui a réalisé un temps de référence le 21 décembre. Le vol du 30 décembre reste vain à cause des conditions météorologiques et fatal. Transporté les jambes brisées à l'hôpital militaire de Saint-Cyr, son état empire et il décède à Versailles.
La levée de corps a lieu en présence des lieutenants aviateurs « Bellanger, Chavernac, Laffon, Renault, Cammerman, Bouyssou, Maillefer et Chaudin ».  
Les obsèques ont lieu le mardi 3 janvier 1911 : après un office à l'église Saint-Pierre de Chaillot, le corps est inhumé au cimetière du Père-Lachaise.